# 미스터T (음악 그룹)
미스터 T(Mr.T)는 대한민국의 최초 트로트 아이돌 4인조 남성 그룹이다.

## 이전 구성원
- 이대원 (1991년 1월 16일(34세), 리더)
- 강태관 (1990년 2월 6일(35세))
- 황윤성 (1996년 3월 19일(29세))
- 김경민 (2000년 1월 1일(25세))

## 앨범
- 〈딴 놈 다 거기서〉 (2020년 6월 18일)

## 같이 보기
- 내일은 미스터트롯